# Rachid Aït-Atmane
Rachid Aït-Atmane (ur. 4 lutego 1993 w Bobigny) – algierski piłkarz występujący na pozycji pomocnika w Waasland-Beveren.